# Усіку Дайбуцу
Усіку Дайбуцу (яп. 牛久大仏) — статуя Будди, що знаходиться в японському місті Усіку в префектурі Ібаракі. Назва Усіку Дайбуцу з японської мови перекладається як «Великий Будда з Усіку». Ця статуя Будди є справжнім шедевром мистецтва і живим втіленням досягнень сучасної інженерної думки. Усіку Дайбуцу є третьою в світі за величиною статуєю Будди (заввишки 120 м). Вона стоїть як окрема споруда в невеликому парку Аркадія. Була збудована на честь Сінрана, засновника школи Дзьодо-сінсю (яп. 浄土 真宗) або «Істинної школи Чистої Землі».
Парк Аркадія, який раніше називався Едо Теєн, був обраний не випадково для установки статуї Будди, оскільки за переказами саме тут, на цьому самому місці після довгих років медитації і самотнього життя, отримав прозріння ботхісатва Дхармакара і став Буддою Амітабхою. Сучасна назва є анаграмою перших букв сутри «Святість і милосердя Аміди підносять і освячують це місце», написаної англійською мовою (англ. Amida's Radiance and Compassion Actually Developing and Illuminating Area).
В Японії зберігають традиції предків і дбайливо ставляться до предметів культури. Попри те, що статуя Усику Дайбуцу зведена наприкінці XX століття — в 1995 році, вона була оформлена у стилі традиційної релігійної культури Японії. Всередині статуї Будди знаходиться музей і оглядові майданчики, з яких видно навколишню місцевість.
Загальна висота всієї будівлі з постаментом становить приблизно 120 м, причому сама статуя підноситься вгору на 100 м. Всередині 10-метрового постаменту розташований музей, входячи в який людина занурюється в світ спокійного і споглядального буддійського монастиря, його оточує приглушене світло, тиха спокійна музика.
Сама статуя Будди всередині також має різні приміщення — невелику усипальницю, спеціальні кімнати, в яких можна залишити традиційну японську табличку Ема з написаним на ній своїм бажанням. Всі ці приміщення знаходяться на висоті 85 м всередині статуї. Щоб піднятися наверх, досить просто сісти в безшумний швидкісний ліфт. Місце в усипальниці, яку вінчає копія статуї Будди, може придбати будь-який японець. Причому вартість місця з великим Буддою становить 10000 євро, але є і бюджетний варіант — з маленьким Буддою по 3000 євро. В одній усипальниці можна поховати прах семи осіб — членів однієї сім'ї. Кожна усипальниця позначена табличкою з іменем роду і іменами похованих людей.
Статуя Будди зведена з бронзових пластин, добре скріплених між собою. На будівництво статуї пішло всього 6000 пластин з бронзи. Загальна маса споруди не перевищує 4 000 т, що для статуї таких колосальних розмірів небагато. Добре відомо, що бронза під впливом навколишнього середовища окислюється, змінюючи свій колір. В одному з приміщень музею є окрема кімната, в якій стоїть статуя з окисленої бронзи і показує загальний вигляд цієї споруди після 50 — 100 років.
Величезний Будда Усіку стоїть в позі мудри вітарка, що є символом передачі вчення і допомагає іншим людям досягти просвітлення. Ліва рука статуї опущена вздовж тіла, а її долоня обернена до лючей. Права рука Будди піднята, зігнута в лікті і долонею звернена до людей. Причому на обох руках зведені разом великий і вказівний пальці, а решта три повністю випрямлені.
Статую Будди в Усіку видно ще з дороги, яка веде до парку Аркадія. Заїхавши в парк, щоб подивитися на Будду поблизу, необхідно придбати квитки. Шлях до квиткових кас лежить через невелику вуличку з сувенірними крамницями, в яких продають сувеніри. З кас прямо у напрямку до Будди прокладена пішохідна доріжка, уздовж якої встановлені різні інформаційні стенди, які розповідають факти про статую. Одна з табличок говорить, що статуя Будди занесена в Книгу Рекордів Гіннеса.

## Деталі
- Вага: 4003 т.
- Довжина лівої руки: 18,00 м
- Довжина обличчя: 20.00 м
- Довжина очей: 2,55 м
- Довжина рота: 4,5 м
- Довжина носа: 1.2 м
- Довжина вух: 10,00 м
- Довжина першого пальця: 7,00 м

Усередині статуя складається з чотирьох поверхів, що служать музеєм.
- Поверх 1 — Нескінченне Світло і Нескінченне Життя: На першому поверсі темно, лише з темряви лунає музика. У центрі залу один промінь світла світить зверху на казан з ладаном. За ним є ліфт на інші поверхи.
- Поверх 2 (10,0 м), Світ подяки і вдячності: В основному присвячений біблійним дослідженням.
- Поверх 3 (20 ~ 30,0 м), Вівтар Лотоса Світу: Тут зберігається 3000 золотих статуй Будди.
- Поверх 4 (80 ~ 85,0 м), Зал Mt. Grdhrakuta: Його вікна виходять з грудей Будди на сусідній квітковий сад і невеликий парк тварин.